# Zdzisław Rozborski
Zdzisław Rozborski (ur. 28 marca 1955 w Gdyni) – polski piłkarz grający na pozycji pomocnika.

## Kariera klubowa
Jest wychowankiem Bałtyku Gdynia. Grał w tym klubie od 1971. W sezonie 1973/1974 był (wraz z Waldemarem Tandeckim) najlepszym strzelcem tego zespołu z 7 bramkami na koncie. W 1974 został wypożyczony do Górnika Zabrze. Po sezonie rozegranym w Górniku przeszedł do Widzewa Łódź. Zadebiutował w tym klubie 20 września 1975 w meczu z Ruchem Chorzów. Był jedynym zawodnikiem Widzewa, który w zakończonym pierwszym mistrzostwem kraju sezonie 1980/1981 rozegrał wszystkie 30 spotkań. Zaliczył w nich 5 trafień. W łódzkim klubie Rozborski grał do 1983. Łącznie w barwach Widzewa rozegrał 213 pojedynków i strzelił 34 gole. W 1983 roku przeszedł do Stade de Reims i na stałe zamieszkał we Francji. W sezonie 1985/1986 był zawodnikiem Arras Football, a w latach 1986–1988 grał w AS Beaune, gdzie zakończył karierę.
Czternastokrotnie grał w derbach Łodzi w Ekstraklasie. Strzelił w nich 1 gola – 24 września 1977 w przegranym 1:2 spotkaniu wyjazdowym.
W 2011 grał w oldbojach Bałtyku Gdynia.

## Życie prywatne
Ma syna i córkę. Jego brat Ryszard także był piłkarzem i grał w Bałtyku Gdynia.